# Tambralinga
Il Regno di Tambralinga fu uno Stato esistito tra la metà del I millennio e la prima metà del II, situato nella parte centrale della penisola malese, nella zona dell'attuale Thailandia del Sud. Le scarse notizie che ne attestano l'esistenza, su cui si sono basate ipotesi contrastanti sugli avvenimenti storici che lo riguardano, derivano principalmente da alcune iscrizioni rinvenute nella penisola, dalle cronache pali dell'Impero Khmer e dai resoconti di ambasciate inviate dai regnanti di Tambralinga agli imperatori della dinastia Song, che governarono la Cina tra il 960 e il 1279.
Secondo alcune fonti, la sua capitale fu fondata nel V secolo ed è citata nel Canone pāli del buddhismo theravada come uno degli antichi porti più ricchi dell'Estremo Oriente. Fu proprio con l'avvento di questa religione che all'inizio del XIII secolo Tambralinga fu ribattezzata Nakhon Si Thammarat.

## Territorio
Una delle poche notizie su cui gli studiosi sembrano concordare è che Tambralinga abbia potuto estendersi verso sud fino al Regno di Langkasuka, il cui dominio era nella zona dell'odierna Pattani, e verso nord probabilmente oltre l'importante porto di Chaiya, le cui rovine si trovano in prossimità di Surat Thani. Si trovava ai confini tra la confederazione Dvaravati, poi assorbita dall'Impero Khmer, e l'Impero Srivijaya. I reperti archeologici trovati nella zona costiera tra Surat Thani e Songkhla sembrano confermare l'influenza culturale che queste civiltà ebbero su Tambralinga.
Si presume che la capitale possa essere stata Ligor, l'odierna Nakhon Si Thammarat, anche se va considerata l'importanza che ebbero altri porti della zona come l'antica Satingpra, i cui resti si trovano sulla costa pochi chilometri a nord di Songkhla.
Il porto di Chaiya, che fu sotto il controllo di Tambralinga, ebbe particolare importanza nell'antichità come grande centro di traffici commerciali lungo la via marittima della seta, nonché per essere stata una delle città più importanti della penisola malese ai tempi dell'Impero Srivijaya (VII secolo-XIII secolo). Per evitare la lunga e pericolosa circumnavigazione della penisola malese, le merci in viaggio via nave tra la Cina e l'Occidente venivano scaricate e trasportate via terra attraverso l'istmo di Kra e Chaiya era il porto orientale in cui attraccavano le navi dirette in Cina.

## Storia

### Prime notizie sul regno; influenze Mon, Khmer e Malay
La zona attorno a Nakhon Si Thammarat fu esposta a partire dal V secolo all'influenza della cultura indiana, come confermano gli oltre 90 siti archeologici rinvenuti in tale area che presentano manufatti brahminici, tra cui elaborati templi costruiti su alture. L'induismo si diffuse nella penisola malese a partire dal IV secolo, mentre il buddhismo vi giunse nei secoli successivi. Tra i principali diffusori del buddhismo vi furono i Mon della confederazione Dvaravati e di Thaton, insediati nelle basse valli del Chao Phraya e dell'Irrawaddy, che si spinsero a sud lungo la penisola malese, come confermano vocaboli Mon presenti in alcuni dialetti parlati nella regione.
Il più antico riferimento a Tambralinga è quello dell'iscrizione sulla stele scolpita probabilmente a Chaiya, nota come stele di Ligor e datata 775 a.C., nella quale risulta evidente l'influenza che ebbero sul regno gli Stati Malay di Srivijaya di Sumatra e della dinastia Sailendra di Giava, nei quali si professava il buddhismo Mahāyāna, che soppiantarono l'egemonia esercitata sulla penisola malese in tempi più remoti dal Regno di Funan, considerato il precursore dell'antica civiltà Khmer.

### Primo periodo di indipendenza
Altre notizie su Tambralinga sono state dedotte dalle cronache pali di fine millennio dell'Impero Khmer, secondo le quali il re Sujita di Ligor intervenne nella guerra tra i regni Mon Dvaravati di Lavo e Hariphunchai, cercando di estendere a nord i propri confini. Tra le discutibili ipotesi derivanti da queste notizie vi è quella che figlio di Sujita fosse Suryavarman I, fondatore di una nuova dinastia Khmer all'inizio dell'XI secolo e responsabile dell'introduzione ad Angkor del buddhismo mahayana. Sembra comunque assodato che Sujita avesse preso l'iniziativa autonomamente e che Tambralinga si fosse in precedenza resa indipendente da Srivijaya, come confermerebbe la Storia dei Song, opera riguardante la dinastia che governò la Cina in quel periodo, secondo cui alla corte dell'imperatore Song Zhenzong giunse nel 1001 un'ambasciata di Tan Liu Mei, che molti storici hanno identificato in Tambralinga. Gli stessi testi mettono in evidenza i traffici commerciali del 971 tra i due Paesi. Tra i maggiori prodotti esportati in Cina vi furono incensi ed essenze di alta qualità, tra cui il legno di sandalo.

### Nuova sottomissione a Khmer e Malay
Secondo quanto suggerito dallo storico francese George Coedès, Srivijaya negli anni successivi riprese l'egemonia sulla penisola malese e nel 1025 dovette subire la devastante invasione da parte delle truppe della dinastia Tamil dei Chola. Oltre a perdere il controllo delle rotte marittime, Srivijaya perse anche il controllo di Tambralinga che passò ai Khmer di Suryavarman I, alleatosi ai Chola. L'invasione dei Chola è testimoniata dall'iscrizione del 1030 sulla stele di Tanjore, la capitale dei Chola, in cui sono elencati i porti attaccati dai Tamil, comprendenti Tambralinga. Le truppe di occupazione dei Khmer furono in seguito richiamate ad oriente per affrontare la minaccia portata dal Regno Champa.
Le scarse fonti cinesi sul periodo successivo sembrano prospettare che Tambralinga fosse rimasta per almeno 40 anni sotto la sfera d'influenza Khmer e dei Chola. La nuova ambasciata inviata alla corte cinese nel 1070 fa pensare che avesse riconquistato l'indipendenza, approfittando delle ribellioni che avevano scosso l'Impero Khmer negli anni precedenti. Le scarse fonti relative al XII secolo sembrano comunque indicare che in quel periodo i Khmer e Srivijaya si siano alternati nell'imporre la propria suzeraineté sul regno. Secondo le cronache pali di Sri Lanka, è possibile che attorno alla metà di quello stesso secolo un regno di quell'isola riscuotesse tributi da Tambralinga, la quale, secondo la stessa fonte, era diventata un importante centro di studi buddhisti. Un'ulteriore ipotesi, dedotta dalle antiche cronache di Nakhon Si Thammarat, è che nel periodo successivo il Birmano regno di Pagan, in notevole espansione in quegli anni, avesse a sua volta imposto il versamento di tributi a Timbralinga.

### Nuova indipendenza e periodo di massimo splendore

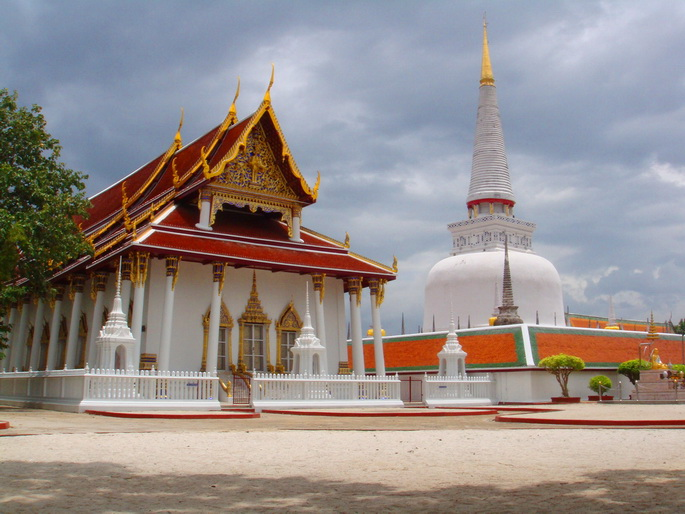
Il Wat Phra Mahathat Woramahawihan di Nakhon Si Thammarat nel 2010. Secondo la Cronaca di Nakhon Si Thammarat, lo stupa del tempio, chiamato Phra Borommathat Chedi (letteralmente: "grande stupa della nobile reliquia"), fu fatto costruire all'inizio del XIII secolo dal re Sri Dhammasokaraja come simbolo della nuova religione di Tambralinga, il buddhismo theravada. Secondo un'antica leggenda, custodisce al suo interno una reliquia di Buddha. Dal 2012, il tempio è stato inserito dall'UNESCO tra le candidature alla lista dei patrimoni dell'umanità

Sotto il nome Danmaling, Tambralinga viene menzionata in quattro diversi testi cinesi del XIII e XIV secolo. Il primo, del 1225, la indica come subordinata di Sanfoqi, che molti studiosi identificano in Srivijaya, e ne identifica il territorio a nord di Langkasuka e Foluoan, l'odierna Phatthalung, a loro volta tributarie di Srivijaya. Il secondo risale agli anni settanta del XII secolo e riporta che l'ultimo tributo di Sanfoqi alla dinastia Song fu nel 1178, mentre Danmaling inviò un proprio tributo nel 1196. Questa circostanza suggerisce che in quegli anni Tambralinga si fosse nuovamente resa indipendente.

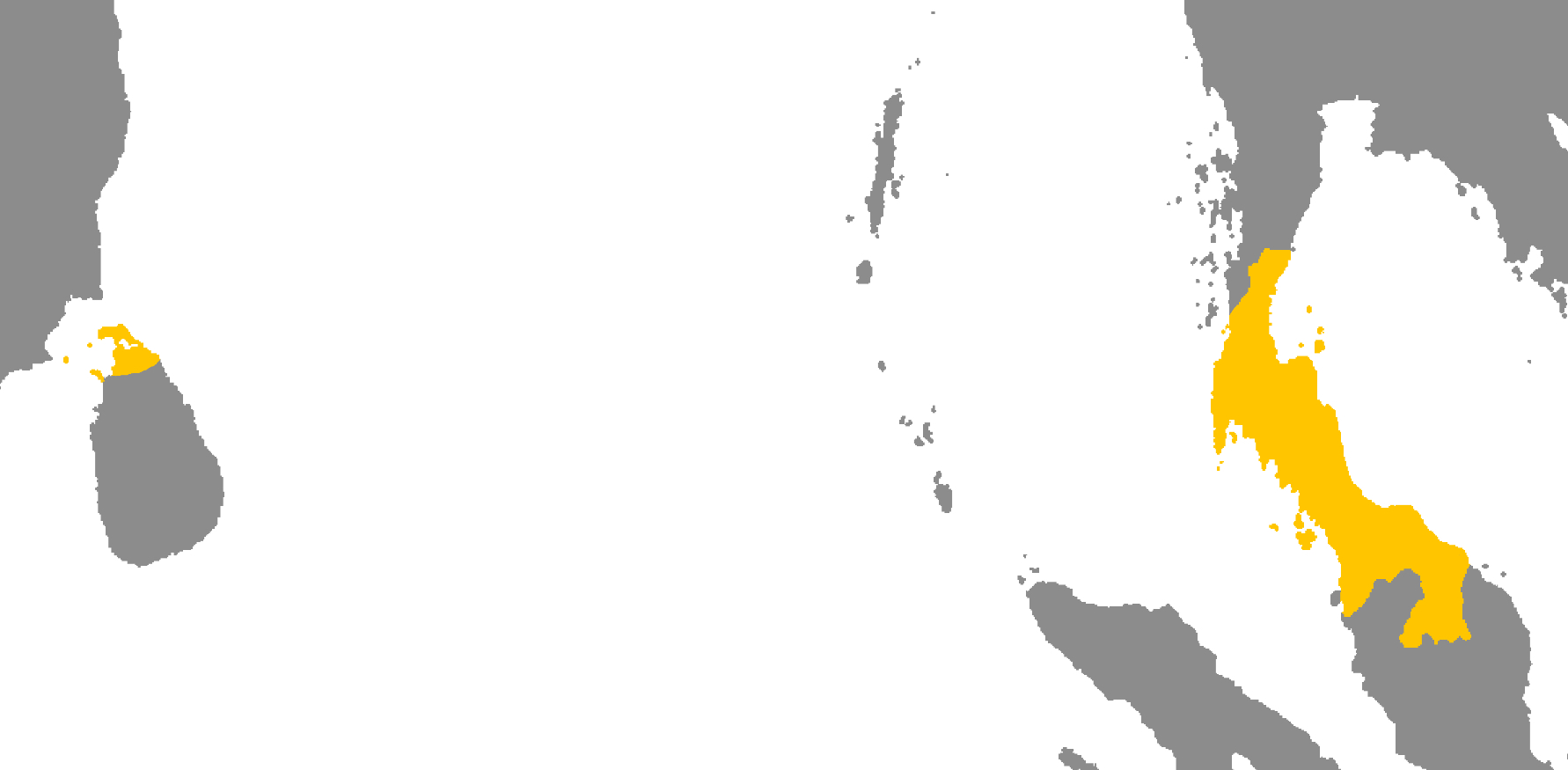
A est Tambralinga nella penisola malese, a ovest l'insediamento di Tambralinga a Ceylon

Un'iscrizione del 1230 trovata a Nakhon Si Thammarat celebra re Candrabhanu di Tambralinga, il quale, secondo fonti singalesi, guidò il regno nel periodo del suo massimo splendore arrivando ad attaccare per due volte Sri Lanka con il pretesto di appropriarsi di sacre reliquie del Buddha. Nel 1247 fu sconfitto dal sovrano locale e costretto a rifugiarsi nel nord dell'isola, dove usurpò il trono del piccolo Regno Jaffna. Nel 1258 fu sconfitto e costretto al vassallaggio dalle truppe della dinastia Tamil dei Pandya di Madurai, che a loro volta avevano invaso l'isola. Radunato un nuovo esercito con l'immissione di forze locali, rinnovò l'attacco al sud nel 1262 e fu nuovamente sconfitto dai Pandya, morendo in battaglia e lasciando il regno di Jaffna nelle mani del figlio. La dinastia di Tambralinga in Sri Lanka ebbe fine con la sconfitta dei Pandya da parte dell'islamico Sultanato di Delhi nella prima metà del XIV secolo.
Questi resoconti attestano la potenza raggiunta da Tambralinga, unico regno del Sud-est asiatico ad aver mai messo in atto un'invasione di un Paese al di fuori della regione. Fu inoltre l'unico regno della penisola malese ad aver raggiunto traguardi internazionali di rilievo, che in precedenza solo grandi Stati come Srivijaya, i regni Giavanesi e i Khmer avevano raggiunto. Il ruolo primario di Tambralinga nella regione è confermato anche dai reperti archeologici risalenti al XII e XIII secolo ritrovati nei suoi territori, di quantità e qualità superiori a quelle di analoghi reperti venuti alla luce in altre zone della penisola, nonché dal terzo testo cinese che descrive Danmaling, nel 1304, come uno degli Stati dominanti del Sud-est asiatico, i cui territori occupavano l'intera penisola malese.

### Declino e sottomissione ai siamesi
Nel XIII secolo ebbe particolare diffusione nel Sud-est asiatico il buddhismo theravada, introdotto alcuni secoli prima nella regione dai Mon di Dvaravati. La conversione dal buddhismo mahayana a quello theravada dei regnanti di Tambralinga ebbe luogo probabilmente ad inizio secolo, come dimostra l'invasione da parte di Candrabhanu in Sri Lanka, dove era praticato da diversi secoli. Secondo alcune fonti, nel periodo in cui questa fede fu adottata a Tambralinga come religione di Stato, un'epidemia spopolò la capitale che fu ricostruita dal re Sri Dhammasokaraja e ribattezzata Nakhon Si Thammarat, diventando quindi la capitale del regno omonimo. Il nuovo nome della capitale e del regno deriva dal termine pāli (lingua tuttora usata nella liturgia del buddhismo theravada) Nagara Sri Dhammaraja, letteralmente "città del dhammaraja", appellativo con cui fu conosciuto il sovrano buddhista dell'antico Impero Maurya Ashoka il Grande.
Nella seconda metà del XIII secolo, il nuovo Stato cadde sotto l'influenza dell'emergente Regno di Sukhothai, il primo Stato formato dai Thai, che a sua volta aveva adottato il buddhismo theravada e che arrivò a sottomettere buona parte della penisola malese. Il quarto testo cinese su Danmaling è del 1351 e conferma il declino del regno, messo sotto pressione a nord dai Siamesi e a sud dal Regno Melayu di Sumatra, che con l'aiuto dei Giavanesi aveva sopravanzato Srivijaya e stava risalendo la penisola malese. Nel 1365, i Giavanesi dell'emergente Regno Majapahit riconobbero la suzeraineté dei siamesi sul Regno di Nakhon Si Thammarat.